# Conferenza internazionale per la revisione della visione globale dell'Olocausto

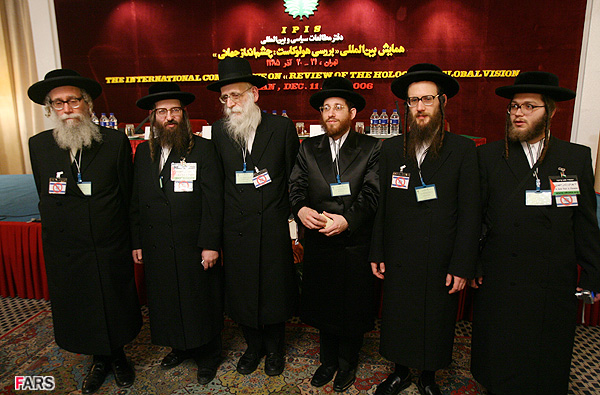
Alcuni dei partecipanti alla conferenza

La Conferenza internazionale per la revisione della visione globale dell'Olocausto è stata una conferenza di due giorni aperta l'11 dicembre 2006, a Teheran, in Iran.

## Contesto storico
Il ministro degli Esteri iraniano, Manouchehr Mottaki ha affermato che la conferenza non ha provato "né a negare, né a dimostrare l'Olocausto... [ma] a fornire un ambiente scientifico adeguato nel quale gli studiosi potessero esprimere le proprie opinioni in libertà su un problema storico". Tra i partecipanti figuravano David Duca, Moshe Aryeh Friedman, Robert Faurisson, Gerald Fredrick Töben, Richard Krege, Michèle Renouf, Ahmed Rami e Yisroel Dovid Weiss di Neturei Karta.

## Reazioni

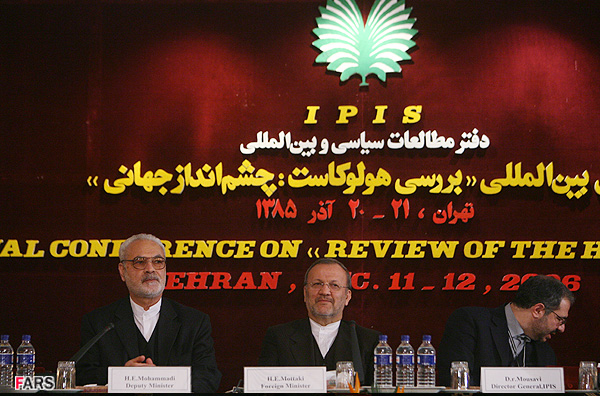
Il dibattito

La conferenza è stata ampiamente descritta come una "conferenza negazionista" o un "incontro di negazionisti" , e ha provocato critiche in tutto il mondo Il Vaticano l'ha condannata, l'amministrazione statunitense l'ha definita "un affronto all'intero mondo civilizzato", e il primo ministro britannico Tony Blair l'ha descritta come "scioccante oltre ogni immaginazione". Gli storici dell'Olocausto che stavano frequentando una conferenza convocata a Berlino per protestare contro l'Iran, l'hanno definita "un tentativo di nascondere l'antisemitismo all'interno di lingua dotta".